# ペンザ軌道
ペンザ軌道（ロシア語: Пензенский трамвай）は、現在のロシア連邦の都市・ペンザにかつて存在した鉄道路線。ソビエト連邦（ソ連）時代の1935年に開通したが、僅か2年後の1937年に廃止された。

## 概要
1930年代、ペンザ市内では中心部と郊外の工場の間を往来する労働者の数が増加し、利便性の高い公共交通機関が求められるようになった。その要望に応えるべく、モスクワのソ連当局から早期に軌道交通を敷設するよう命令が下った事を受け、建設が行われたのがペンザ軌道であった。車両については郊外のベロザボッド（Велозавод）の工場で製造されたガソリンを動力とする気動車やそれに牽引される客車が用意され、線路や施設の建設は速いペースで行われた。
1935年の夏季からドラマ劇場（Драмтеатр） - ベロザボッド間で営業運転が始まったものの、早いペースで建設を実施した結果、線路の設置場所が間違えている、線路の幅が規定されたものより狭いなど建設段階でのミスが相次ぎ、更に急曲線が頻発する線形も重なり、重大な脱線事故が何度も発生する事態となり、利用客は減少した。その結果ペンザ市の運営委員会は大きな損害を被る事となり、僅か2年後の1937年の秋季をもってペンザ軌道は路線バスに置き換えられ廃止された。
その後、第二次世界大戦（大祖国戦争）下での人口急増を受けてペンザ市内に再度大量輸送が可能な公共交通機関が求められるようになった際、軌道交通である路面電車の検討も行われたものの、丘陵地帯であるペンザでは急勾配が多発するという理由から却下され、最終的にトロリーバス（ペンザ・トロリーバス）の導入が決定し1948年11月4日から営業運転を開始している。